# چرخ‌دنگ
چرخ‌دنگ سازوکاری است که حرکت دورانی پیوسته را به حرکت گسسته تبدیل می‌کند. این مکانیزم در ساخت ساعت بکار می‌رود.
چرخ‌دنگ در واقع یک ساختار مکانیکی است، این سیستم مکانیکی با ترکیب دو نیروی دورانی و خطی یک حرکت متناوب ایجاد می‌کند که با تغییر پارامترهای دو نیروی ورودی و و ابعاد اجزا، میزان ضربان آن تعیین می‌گردد. این سیستم در ساعت‌های قدیمی برای ایجاد یک ضربان در یک ثانیه استفاده می‌شود. این سیستم به دما و لرزش وابسته بوده و خطا دارد.
در ساعت‌های قدیمی انرژی این سیستم مکانیکی از نیروی جاذبه زمین، شارژ یک فنر کششی یا پیچشی یا یک موتور الکتریکی تأمین می‌شود. ولی میزان حرکت که مقدار گذشت زمان را نشان میدهد، وابسته به اندازه و ابعاد یک پاندول و یا چرخ دنده تعادل می‌باشد . در هر یک از موارد فوق به‌طور معمول نمایش به صورت عقربه ای بوده و دقت آن وابستگی شدید به عوامل فیزیکی اطراف دارد. به عنوان مثال تغییر در دما، اصطکاک و یا ضربه باعث خطا می‌شود.

در ساعت‌های جدید سیستم نوسان ساز مکانیکی با یک کریستال کوارتز جایگزین شده‌است.